# Ratusz w Szczecinku
Ratusz w Szczecinku – ratusz mieści się przy Placu Wolności. Jest to eklektyczny budynek z przewagą elementów neoromańskich.
Wybudowany został w 1852 roku na planie prostokąta. Jest to budynek piętrowy z czerwonej cegły. Posiada duże charakterystyczne okna. Dach ratusza jest czterospadowy i wykonany z czerwonej dachówki. Obecnie jest siedzibą władz miejskich. Przy fasadzie głównej mieści się ryzalit przechodzący w wieżę ośmioboczną. Znajduje się na niej wieża czworoboczna z datą budowy ratusza. Szczytowe ściany budowli i wieży posiadają blankowaną attykę nadwieszoną na arkadowym gzymsie. W narożnikach ratusza umieszczone są wieloboczne wieżyczki z latarenkami.